# Javier Blanco Sánchez
Javier Blanco Sánchez (Guadalajara, Jalisco, 18 de diciembre de 1926-2014) fue un político mexicano, que como miembro del Partido Acción Nacional (PAN) fue cuatro veces diputado federal, tres de ellos por el principio de mayoría, siendo uno de los primeros logrados por dicho partido.

## Biografía
Nacido en la ciudad de Guadalajara, aunque su familia era avencidada en la población de Peribán de Ramos, Michoacán. Hijo del revolucionario Jesús Blanco Estrada, jefe de las defensas de Los Reyes de Salgado y Peribán, y alcalde de esta última población, asesinado en 1933. Realizó los estudios de primaria en orfanatorios de Guadalajara y Celaya, Guanajuato; la secundaria en el Seminario Conciliar de México, y luego asistió a la Escuela de Filosofía y Letras «Hidalgo» de la Ciudad de México. Inició estudios de licenciatura en Derecho en la Escuela Libre de Derecho y los concluyó en la Universidad Nacional Autónoma de México (UNAM) de donde egresó en 1956. Fue presidente del Frente Estudiantil de juventudes de 1951 a 1954, y miembro del Conejo Nacional de Estudiantes de 1951 a 1952. Ejerció su carrera profesional y el periodismo.
Miembro del PAN desde 1948, fue integrante del comité del Distrito Federal de 1951 a 1955 y secretario nacional juvenil de 1952 a 1958. En 1955 fue postulado candidato del PAN a diputado federal por el Distrito 7 del Distrito Federal, recibiendo 13 005 votos frente a los 22 673 de su opositor del Partido Revolucionario Institucional (PRI) Ricardo Velázquez Vázquez; en 1958 fue por segunda vez candidato a diputado, en esta ocasión por el Distrito 10 del Distrito Federal, y recibió 15 537 votos, frente a 40 375 del candidato del PRI, el director de cine Roberto Gavaldón. De 1960 a 1966 fue integrante de los comités nacionales del partido presididos por José González Torres y Adolfo Christlieb Ibarrola.
En 1961 es candidato a la diputación federal por tercera ocasión, esta vez por el Distrito 3 del Distrito Federal donde enfrentó al candidato del PRI Salatiel Del Valle Díaz y al del Partido Popular Socialista (PPS) Alejandro Gascón Mercado; el colegio electoral le otorgó el triunfo al anular los votos del candidato del PRI por considerarlos fraudulentos y haber recibido 12 982 votos, representando al distrito en la XLV Legislatura que tuvo término en 1964 y en la que fue integrante de la comisión de Bellas Artes. En 1964 fue candidato del PAN a senador por el Distrito Federal en primera fórmula, pero en esta ocasión no logró ser elegido al recibido 373 557 votos, frente a 858 747 de su opositor del PRI, Luis González Aparicio. De 1964 a 1966 fue integrante del comité regional en el DF.
En 1967 fue candidato a diputado por el Distrito 9 del Distrito Federal, logrando la victoria con 20 660 votos, con la paradoja que la suplencia fue otorgada a la candidata del PRI Aurora Fernández Fernández con 36 927 votos. Ejerció en la XLVII Legislatura que concluyó en 1970 y en donde volvió a ser integrante de la comisión de Bellas Artes. De 1971 a 1981 fue nuevamente integrante del comité nacional del PAN. Por quinta ocasión candidato a diputado federal en 1973, fue postulado por el Distrito 13 del Distrito Federal; logrando el triunfo al recibir 52 450 votos, sobre los 51 238 del candidato del PRI Joaquín Gamboa Pascoe. Ejerció en la XLIX Legislatura de 1973 a 1976.
En 1979 fue candidato a la diputación federal por el Distrito 22 del Distrito Federal, pero no logró al victoria, al recibir 13 142 votos, contra 36 541 del candidato del PRI Enrique González Flores; en esta elección también fueron candidatos por dicho distrito Evaristo Pérez Arreola del Partido Comunista Mexicano (PCM) y Graco Ramírez del Partido Socialista de los Trabajadores (PST). Finalmente, en 1982 fue candidato por séptima ocasión y elegido por cuarta vez, diputado federal, pero en esta ocasión por el principio de representación proporcional a la LII Legislatura de dicho año al de 1985. Tras esto, regresó a su natal estado de Michoacán, donde se dedicó a la agricultura, llegado a ser presidente de la Unión de Fruticultores de Michoacán de 1985 a 1990. En 1988 fue candidato al Senado por el estado de Michoacán, en primera fórmula, pero la victoria le correspondió al candidato del Frente Democrático Nacional Roberto Robles Garnica.
Al año siguiente, en las elecciones estatales de 1989 fue elegido diputado a la LXV Legislatura del Congreso del Estado de Michoacán de dicho año al de 1992. Estando en este cargo tuvieron lugar las controvertidas elecciones de 1992 en que se enfrentaron por la gubernatura el candidato del PRI Eduardo Villaseñor Peña y el del Partido de la Revolución Democrática (PRD), Cristóbal Arias Solís. Los resultados oficiales dieron el triunfo a Villaseñor, pero Arias denunció un fraude electoral y llamó a desconocer el resultado. El Congreso debía declarar al gobernador electo, por lo que requería de quorum legal para ello. El PAN había ordenado a sus tres diputados no asistir para que no pudiera celebrarse, pero Javier Blanco Sánchez asistió y votó a favor de Villaseñor que de esta manera logró ser declarado gobernador electo; debido a ello, en 1993 fue formalmente expulsado del PAN.
Permaneció alejado de la política, hasta su fallecimiento en 2014.